# Клівленд (Джорджія)
Клівленд (англ. Cleveland) — місто (англ. city) в США, в окрузі Вайт штату Джорджія. Населення — 3514 особи (2020).

## Географія
Клівленд розташований за координатами 34°35′54″ пн. ш. 83°45′40″ зх. д. / 34.59833° пн. ш. 83.76111° зх. д. (34.598298, -83.761058).  За даними Бюро перепису населення США в 2010 році місто мало площу 9,99 км², з яких 9,96 км² — суходіл та 0,04 км² — водойми.

## Демографія
Згідно з переписом 2010 року, у місті мешкало 3410 осіб у 1300 домогосподарствах у складі 844 родин. Густота населення становила 341 особа/км².  Було 1629 помешкань (163/км²).
Расовий склад населення:
| - 87,8 % — білих - 6,9 % — чорних або афроамериканців - 1,0 % — азіатів - 0,6 % — корінних американців - 1,3 % — осіб інших рас |

До двох чи більше рас належало 2,3 %. Частка іспаномовних становила 4,4 % від усіх жителів.
За віковим діапазоном населення розподілялося таким чином: 25,8 % — особи молодші 18 років, 60,1 % — особи у віці 18—64 років, 14,1 % — особи у віці 65 років та старші. Медіана віку мешканця становила 31,2 року. На 100 осіб жіночої статі у місті припадало 79,7 чоловіків;  на 100 жінок у віці від 18 років та старших — 77,2 чоловіків також старших 18 років.
Середній дохід на одне домашнє господарство  становив 50 997 доларів США (медіана — 33 494), а середній дохід на одну сім'ю — 62 136 доларів (медіана — 45 478). За межею бідності перебувало 17,0 % осіб, у тому числі 23,0 % дітей у віці до 18 років та 1,8 % осіб у віці 65 років та старших.
Цивільне працевлаштоване населення становило 1581 осіб. Основні галузі зайнятості: мистецтво, розваги та відпочинок — 27,8 %, освіта, охорона здоров'я та соціальна допомога — 23,1 %, роздрібна торгівля — 12,7 %, виробництво — 11,7 %.